# 世知原站
世知原站（日语：／ Sechibaru eki */?）是位於長崎縣北松浦郡世知原町栗迎（現時：佐世保市世知原町栗迎），日本國有鐵道（國鐵）的世知原線車站（終點站），現已廢止。

## 概要
此站原本是佐世保鐵道（後來為世知原線），於1933年（昭和8年）10月24日在佐佐至肥前吉井至世知原之間開通時啟用。
曾經設有煤炭列車從此站起載煤炭離開車站。後來由於煤礦枯竭，在1962年（昭和37年）起再沒有貨運列車到發。在1968年（昭和43年），世知原線被指定為赤字83線。在1971年（昭和46年）12月26日，臼之浦線和世知原線一同廢止，此站也廢止。
- 1933年（昭和8年）10月24日 - 佐世保鐵道貨運車站啟用。
- 1934年（昭和9年）2月11日 - 開設旅客業務。
- 1936年（昭和11年）10月1日 - 隨著佐世保鐵道國有化，成為國鐵松浦線車站。
- 1945年（昭和20年）3月1日 - 路線名稱改為世知原線。
- 1970年（昭和45年）10月1日 - 成為無人車站[1]。
- 1971年（昭和46年）12月26日 - 世知原線廢止，此站廢止。

## 車站構造
截至廢止當時，此站設有1面1線的單式月台。在1960年代後期，世知原線一共設有每日9.5往返班次（下行1班為不截客列車），並使用KiHa01系柴油列車（鐵路巴士）。

## 現況
現時，車站遺址部分成為了公園，公園內設有蒸氣機車的動輪和紀念碑。

## 相鄰車站
日本國有鐵道
世知原線
祝橋－世知原

## 注腳
1. ↑   日本國有鐵道公示S45.10.1公425